# John Zachman
John A. Zachman (?, 1934. december 16. –) amerikai üzleti és informatikai tanácsadó, az enterprise architecture korai úttörője, a Zachman International vezérigazgatója és a Zachman Framework ötletgazdája.

## Életrajz
Zachman vegyészként diplomázott a Northwestern Egyetemen. Több évig szolgált az Egyesült Államok haditengerészetének sortisztjeként. Az Egyesült Államok haditengerészeti tartalékának nyugalmazott parancsnoka.
1964-ben csatlakozott az IBM vállalatához, és különböző marketinggel kapcsolatos pozíciókat töltött be Chicagóban, New Yorkban és Los Angelesben. 1970-ben kapcsolódott be a stratégiai információ-tervezéssel foglalkozó módszerekbe. 1973-ban pedig az IBM nyugati régiójában a Business Systems Planning (BSP) programért felelős. 1984-ben az információs rendszerek architektúrájára koncentrált. 1989-ben az IBM-nél csatlakozott az Application Enabled Marketing Center CASE támogató szervezetéhez, ahol tanácsadóként dolgozott az információs rendszerek tervezésének és építészetének területén. 1990-ben vonult az IBM-nél nyugdíjba, 26 év után. Ezt követően Samuel B. Holcmannal közösen megalapította a Zachman Institute for Framework Advancement-t, amelyet 2008 decemberében szüntettek meg.
Az Észak-Texasi Egyetem Gazdasági Karának munkatársa. Tanácsadóként dolgozik a Bostoni Egyetem Dinamikus Gazdaságban Vezető Intézetének tanácsadó testületében, a Washingtoni Egyetem adatforrás-menedzsment programjának tanácsadó testületében és az International Data Administration Management Association (DAMA-I) testületében.
2002 májusában életműdíjjal tüntette ki az International Data Administration Management Association tanácsadó testülete.

## Munka
John Zachman az IBM Business Systems Planning (BSP) egyik alapító fejlesztője, és a vezetői csapat tervezési technikáin (intenzív tervezés) dolgozott. 1987-ben ő készítette el a Zachman Framework szabványt, ami leíró ábrázolással demonstrálja a vállalati architektúrát tartalmazó modellek osztályozását.

### Business Systems Planning
A BSP a szervezetek információs architektúrájának elemzésére, meghatározására és tervezésére szolgáló módszer. Először az IBM adta ki 1981-ben, noha már az 1970-es évek elején elkezdték a BSP fejlesztését. Eleinte csak az IBM belső használatára készült, és csak később bocsátották az ügyfelek rendelkezésére. Ez a módszer számos szervezet számára fontos eszközzé vált a későbbiekben. Egy nagyon összetett módszer, amely egymással összekapcsolt adatokkal, folyamatokkal, stratégiákkal, célokkal és szervezeti részlegekkel foglalkozik.
A BSP és a Business Information Control Study (BICS) is az "információs rendszertervezési módszertan, amely kifejezetten vállalati elemzési technikákat alkalmaz elemzéseik során. A BSP és a BICS elemzések hátterében azok az adatkezelési problémák állnak, amelyek a rendszerszervezési megközelítésekből adódnak, amelyek optimalizálják a technológia kezelését az adatok kezelésének költségén". A módszertanok hasonlóságokkal és különbségekkel, valamint erősségekkel és gyengeségekkel rendelkeznek. "Az egyik vagy másik módszertan közötti választást erősen befolyásolja a tanulmány szponzorának azonnali szándéka, amelyet a BICS módszertant körülvevő korlátozó tényezők enyhítenek". (Zachman, 1982)

### Zachman Framework
A Zachman Framework szerint "egy séma - két történelmi osztályozás metszéspontja, amelyeket szó szerint évezredek óta használnak". Zachman (2008)
- "Az első a primitív kérdőívekben található kommunikáció alapjai: Mit, Hogyan, Mikor, Ki, Hol és Miért. Az ezekre a kérdésekre adott válaszok integrálása teszi lehetővé az összetett elképzelések átfogó, összetett leírását".
- "A második a reifikációból származik, egy absztrakt gondolat példamutatóvá alakításából, amelyet eredetileg az ókori görög filozófusok posztuláltak, és amelyet a keretrendszer címkéz: Azonosítás, Definíció, Ábrázolás, Specifikáció, Konfiguráció és Instantáció (Azonnali beavatkozás)."

Pontosabban, a Zachman Framework egy olyan „ontológia - egy objektum lényeges összetevőinek strukturált halmazának létezésének elmélete, amelyhez kifejezett kifejezések szükségesek, sőt kötelezőek is az objektum létrehozásához, működtetéséhez és megváltoztatásához (az objektum egy vállalkozás, részleg, értéklánc, "szál", megoldás, projekt, repülőgép, épület, termék, bármilyen szakma)”.
Zachman szerint „ez az ontológia analóg struktúrákból származik, amelyek megtalálhatók a régebbi építészet/építőipar/gépgyártás tudományterületeken, amelyek osztályozzák és rendszerezik a komplex fizikai termékek (pl. épületek vagy repülőgépek) tervezése és előállítása során keletkezett tervezési tárgyakat. Kétdimenziós osztályozási modellt használ a hat alapvető kérdőív alapján (Mi? Hogyan? Hol? Ki? Mikor? és Miért?), metszve hat különböző perspektívát, amelyek kapcsolódnak az érdekelt csoportokhoz (tervező, tulajdonos, rajzoló, építő, megvalósító és munkás). A keretrendszer metsző cellái olyan modelleknek felelnek meg, amelyek dokumentálva holisztikus képet nyújthatnak a vállalkozásról”.

## Publikációk
Zachman három könyvet, több cikket és több mint száz, kapcsolódó témákról szóló könyv előszavát jelentette meg. Válogatás:
- 1997. Data stores, data warehousing, and the Zachman Framework : managing enterprise knowledge. With Bill Inmon and Jonathan G. Geiger. New York : McGraw-Hill.
- 2002. The Zachman Framework for Enterprise Architecture : A Primer on Enterprise Engineering and Manufacturing.
- 2016. "The Complete Business Process Handbook, Volume 2: Extended Business Process Management with Prof Mark von Rosing & Henrik von Scheel, et al. (Morgan Kaufmann, ISBN 9780128028605)

Cikkek:
- 1978. "The Information Systems Management System: A Framework for Planning". In: DATA BASE 9(3): pp. 8–13.
- 1982. "Business Systems Planning and Business Information Control Study: A comparisment. In:  IBM Systems Journal, vol 21, no 3, 1982. p. 31-53.
- 1987. "A Framework for Information Systems Architecture". In: IBM Systems Journal, vol. 26, no. 3, 1987. IBM Publication G321-5298.
- 1992. "Extending and Formalizing the Framework for Information Systems Architecture" with John F. Sowa In: IBM Systems Journal, Vol 31, no.3, 1992. p. 590-616
- 2007. "Architecture Is Architecture Is Architecture" Archiválva 2021. május 5-i dátummal a Wayback Machine-ben. Paper Zachman International ( Archiválva 2021. május 5-i dátummal a Wayback Machine-ben version).

## Fordítás
Ez a szócikk részben vagy egészben  a   John Zachman című angol Wikipédia-szócikk ezen változatának fordításán alapul.  Az eredeti cikk szerkesztőit annak laptörténete sorolja fel. Ez a jelzés csupán a megfogalmazás eredetét és a szerzői jogokat jelzi, nem szolgál a cikkben szereplő információk forrásmegjelöléseként.